# Langues extraterrestres
Les langues extraterrestres, c'est-à-dire les langues des êtres extraterrestres, sont un sujet hypothétique puisqu'aucune n'a été rencontrée à ce jour. La recherche sur ces langues hypothétiques est appelée exolinguistique, xénolinguistique ou astrolinguistique. La question de la forme que pourraient prendre les langues extraterrestres et de la possibilité pour les humains de les reconnaître et de les traduire a fait partie des cours de linguistique et d'études des langues, par exemple à la Bowling Green State University (2001).

## Théorisation
Noam Chomsky (1983), partant de son hypothèse d'une grammaire universelle des langues humaines prédéterminée génétiquement, a soutenu qu'il serait impossible pour un humain d'apprendre naturellement une langue étrangère parce qu'elle violerait très probablement la grammaire universelle innée chez les humains. Les humains devraient étudier une langue étrangère par la voie lente de la découverte, de la même manière que les scientifiques font de la recherche, par exemple, en physique.
La linguiste Keren Rice estime qu'une communication de base entre les humains et les extraterrestres devrait être possible, à moins que « les choses que nous pensons être communes aux langues - se situer dans le temps [et] l'espace, parler des participants, etc ». ???
Jessica Coon, professeur de linguistique à l'Université McGill, a été consultée pour l'aspect linguistique du film Arrival, sorti en 2016. Tout en reconnaissant que le langage graphique du film était de l'art sans signification linguistique, elle a déclaré que le film était une représentation assez précise de l'approche que les linguistes humains utiliseraient pour essayer de comprendre une langue extraterrestre.
Solomon W. Golomb a affirmé que pour acquérir la capacité de construire des émetteurs radio ou d'autres dispositifs capables de communication interstellaire, ou toute autre technologie au-delà des outils les plus rudimentaires, les connaissances doivent être accumulées au cours de nombreuses générations. Golomb a ajouté que, puisque cela implique que ceux qui ont appris le savoir d'autres personnes puissent continuer à le transmettre même après la mort de ceux qui l'ont créé à l'origine, tout être capable de construire des civilisations doit avoir une compréhension innée du fait que l'information conserve sa signification quelle que soit la personne qui la prononce, et ne pas bloquer l'information en fonction de la génération du messager ou considérer les mêmes mots comme acceptables ou inacceptables en fonction de la personne qui les a prononcés. Golomb soutenait que cette capacité, en tant que condition nécessaire à l'accumulation d'informations dans la culture, devait être innée, car quelque chose qui est nécessaire à la formation de la culture dès le départ ne peut pas être un effet de la culture. Golomb a soutenu que cela créerait un terrain linguistique commun aidant les humains dotés de cette capacité à apprendre les langues extraterrestres.